# Championnats ibéro-américains d'athlétisme 2020
Navigation
Édition précédente Édition suivante
L’édition 2020 des Championnats ibéro-américains d'athlétisme devait se dérouler du 22 au 24 mai à Santa Cruz de Tenerife, aux Canaries, en Espagne mais ont été annulés en raison de la pandémie de Covid-19.

## Annulation
En raison de la pandémie de Covid-19 sévissant à l'échelle mondiale, l'Association ibéro-américaine d'athlétisme, la Fédération royale espagnole d'athlétisme ainsi que le ministère de l'éducation, des universités, de la culture et des sports et îles Canaries se voient contraint d'annoncer l'annulation de l’événement le 20 mars 2020,.